# Cosmocampus banneri
Cosmocampus banneri är en fiskart som först beskrevs av Earl Stannard Herald och Randall 1972.  Cosmocampus banneri ingår i släktet Cosmocampus och familjen kantnålsfiskar. Inga underarter finns listade i Catalogue of Life.